# Melalgus borneensis
Melalgus borneensis är en skalbaggsart som först beskrevs av Pierre Lesne 1911.  Melalgus borneensis ingår i släktet Melalgus och familjen kapuschongbaggar. Inga underarter finns listade i Catalogue of Life.